# Conrad Archambault
Pour les articles homonymes, voir Archambault (homonymie).
Conrad Archambault (né à Montréal le 23 décembre 1893 où il est mort le 6 septembre 1980) était un archiviste québécois. Il a commencé à travailler pour le service des archives de la ville de Montréal en 1914, où il devient archiviste en chef en 1933. La salle de consultation Conrad-Archambault, située dans l'hôtel de ville de Montréal, a été nommée en son honneur. Selon la ville, « [i]l est le principal responsable de la mise sur pied d'un véritable service d'archives à l'échelle de la Ville de Montréal ».

## Vie personnelle
Il s’est marié le 6 août 1938 à Georgianna Toupin.